# Соболево (Красносельский район)
Соболево — упразднённая деревня в Красносельском районе Костромской области России. Входила в состав Захаровского сельского поселения. Исключена из учётных данных в 2025 году.

## География
Находится в юго-западной части Костромской области на расстоянии приблизительно 14 км на восток по прямой от районного центра поселка Красное-на-Волге.

## История
Известна была с 1872 года, когда здесь было учтено 7 дворов, в 1907 году отмечен был 21 двор.

## Население
| 2008 | 2010 | 2014 |
| ---- | ---- | ---- |
| 0    | →0   | →0   |

Постоянное население составляло 39 человек (1872 год), 91 (1897), 97 (1907), 0 как в 2002 году, так и в 2022.